# オーストリア連邦庭園局
オーストリア連邦庭園局（オーストリアれんぽうていえんきょく、ドイツ語: Die Österreichischen Bundesgärten）または連邦庭園局ウィーン・インスブルック（れんぽうていえんきょくウィーン・インスブルック、ドイツ語: Bundesgärten Wien Innsbruck）とは、オーストリア共和国で連邦管轄の庭園文化財の管理を担う官庁で、連邦持続可能性・観光省の一部局（省庁組織再編に応じて「連邦地方・森林経済省」などに属することもある）。

## 歴史
オーストリア共和国はかつてのハプスブルク家の宮殿・邸宅や関連の様々な施設を継承しており、所有する歴史的庭園設備や宮殿付属の庭園、ハプスブルク家が一般公開の公共財として設営した公園などは膨大な数に上る。1921年以来、オーストリア連邦庭園局では、そうした施設のうちでも最も重要ランクと位置付けられるウィーンの庭園とインスブルック・アンブラスにあるティロル系ハプスブルク家の宮殿を管理している（具体的な施設名は「管轄の庭園」を参照。オーストリア連邦庭園局が管理する庭園は「連邦庭園」<Bundesgärten>と定義される）。
1999年に文化財保護法（Denkmalschutzgesetz）が改正され、連邦庭園は文化財（Denkmal）に位置付けられた。
旧来、1965年に憲法裁判所が示した判決では、「田畑、並木道、公園設備、その他これに類する自然改変による現象形態は文化財ではない」とされていた。
ところが、1996年、シェーンブルン宮殿が付随の庭園を含めてユネスコ世界遺産への登録が決定されると、法解釈が変更され、建物だけでなく、庭園自体も文化史的、庭園史的、技術的に見て重要性の高い対象物を包含している、とされるようになった。それには、例えば、シェーンブルン宮殿の温室（Palmenhaus）・オランジェリー（Orangerie）、その他の庭園内建築物、噴水の制御技術などがある。
現在では、連邦庭園全体で年間で約2500万人の訪問者が訪れており、オーストリアの文化財のうちでも経済的に最も重要な位置を占めている。

### 局長
初代の局長はフリードリヒ・レオ・フォン・ロッテンベルガー（1921年 - 1934年）。
20世紀末以降は、ペーター・フィッシャー・コルブリー（1989年 - 2003年）、ブリギッテ・マング（2004年 - 2016年）、現在のゴットフリート・ケルナー（2016年 -）となっている。

## 業務

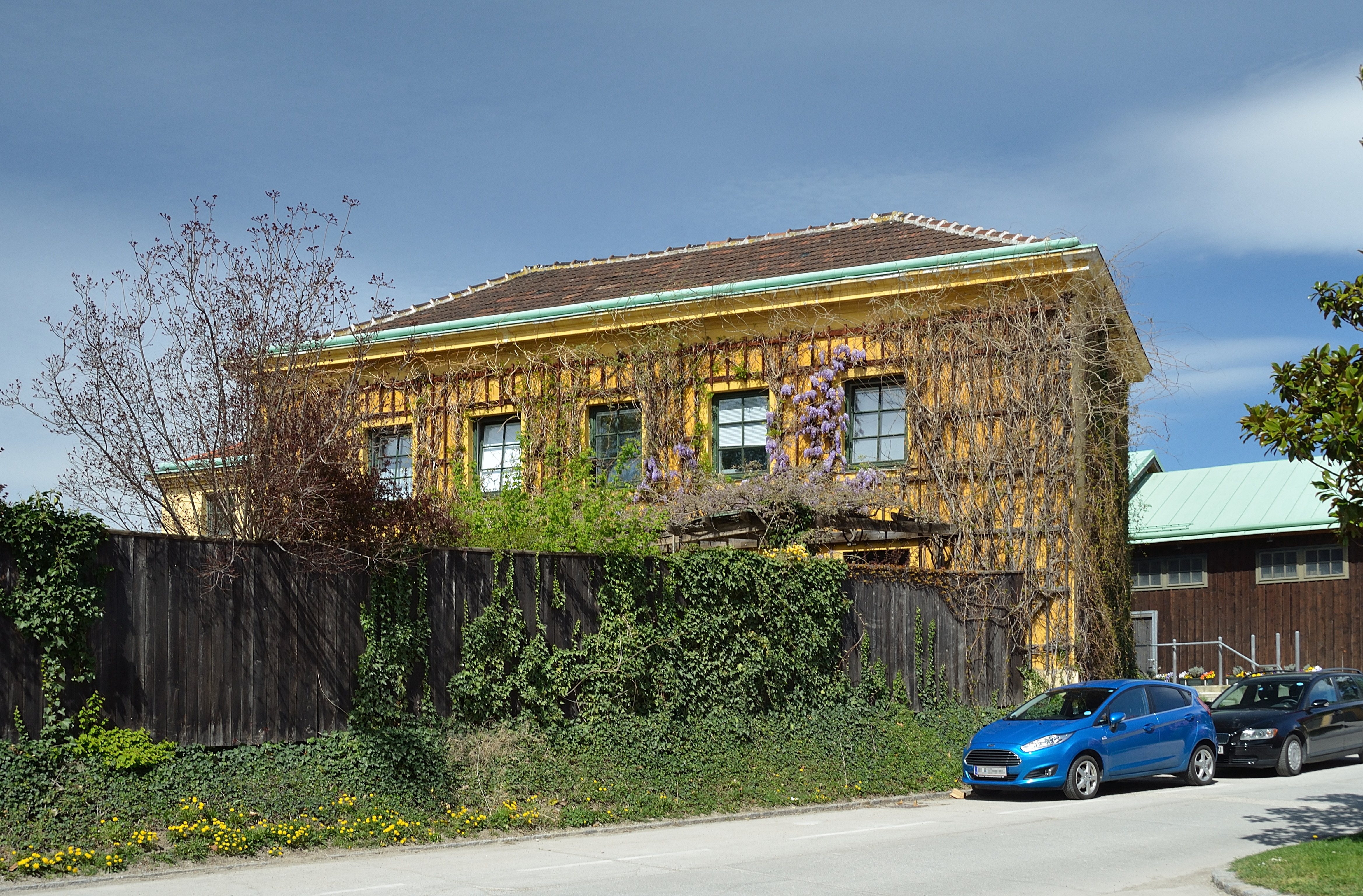
シェーンブルン宮殿内の本部庁舎

管轄下の庭園の維持管理と収集植物の滋養・育成が主要な業務となっている。

### 管轄の庭園
連邦庭園局が管轄する庭園は次の通りである。
- アウガルテン庭園（ウィーン）
- ベルヴェデーレ宮殿の庭園（ウィーン）
- ブルク庭園（ウィーン）
- フォルクスガルテン庭園（ウィーン）
- シェーンブルン宮殿の庭園（ウィーン）
- ホーフガルテン庭園（インスブルック）
- 宮殿公園（アンブラス）

庭園の建築物の維持管理、草木・植物の手入れ・育成、庭園全体の景観秩序の保全維持は連邦文化財局（Bundesdenkmalamt）と協同で実施されている。全体で280ヘクタールの土地があり、面積ではオーストリア最大の文化財となっている。

### 学術的収集事業
- シェーンブルンのラン科コレクション。皇后マリア・テレジアの時代に遡り、ヨーゼフ・フォン・ジャカンによりスタートした。19世紀にはヨーロッパで最高レベルのコレクションとされていた[10]。戦争で深刻な損害を被ったが、今日では絶滅の危機にある野生種の保存に力を入れて取り組んでおり、3500種以上の約10,000の固有種と500の雑種を育成管理している[11][12]。
- シェーンブルン宮殿とベルヴェデーレ庭園のガラス温室にある歴史的な種を集めた植物コレクション。ハプスブルク家の学術的関心から作られたものであり、1569年、皇帝マクシミリアン2世によりコレクションが開始された。1600年から暖房設備のある温室での栽培・育成が始まり、1800年には14の温室で4000以上の種を維持しており、1920年にはロッテンベルガー局長の下でヨーロッパ第2の規模のコレクションとなった[13]。生物多様性に資する高い学術的な価値を有していることから一般公開はされていない[14][15]。

シェーンブルンのフォッケア・クリスパ（南アフリカ原産の塊根植物の一種）は鉢植えの植物としては世界で最も古いものとされている。

### その他の業務
連邦庭園局の装飾科（Dekorationsabteilung）では公的機関に装飾を提供することを主要な業務としている。大統領官邸、連邦首相府、その他の公的機関の主催による国家レベルの祝宴行事、外国賓客の歓迎行事、その他の催し物全般で草花装飾を施すのも連邦庭園局の業務であり、これは、元来、ハプスブルク帝国時代から庭園設営の目的の一つでもあった。この他、植物の貸与も重要な業務となっている。
連邦庭園局では造園の専門家や教師など後継者の育成にも取り組んでいる。